# 高橋真美
高橋 真美（たかはし まみ、1967年9月20日 - ）は、日本のタレント。本名、亀井 真美（かめい まみ）。東京都目黒区出身。佐藤企画所属。聖徳栄養短期大学卒業。

## 来歴・人物
兄がいる。中学3年間の部活はバレーボール部で、ポジションはアタッカー。「日曜日が暇だから」という理由で劇団白鳥座のオーディションを受けて合格。テレビデビューは1978年放送のポーラ名作劇場『みずきの花匂うとき』。
劇団白鳥座に在籍していた当時の1982年、テレビ朝日の『欽ちゃんのどこまでやるの!』で、萩本家3人娘の青年時代を演ずるために結成されたわらべのたまえ役に選ばれる。オーディションでは最後の10人ほどの中に残ったが、最終審査では萩本が参加した女の子たちをパッと見ただけで、1分足らずで終了したとのこと。なお、本人は「丸くて色白い、絶妙な太り具合のその印象だけで決めた」と選ばれた理由を後に聞かされたという。そして本人は更に「お父さん（萩本）が私みたいな丸顔で色白の子がけっこう好きで、タイプだったから選ばれたと思う」と話している。
1982年12月、わらべでレコードデビューを果たした。全体的にふくよかながら朗らかな人当たりが番組でうけていた。解散後の1985年にシングル「もう少しだけ/古いアルバム」でフォーライフ・レコードよりソロデビューを果たした後、主にテレビ番組のレポーターを中心にタレント活動をしており、TBS『ビッグモーニング』でお天気コーナーの解説、『ジャスト』の木曜日にレギュラー出演していた。
アイドル時代はふくよかだった体型も後に13kgのダイエットに成功し、著書『みんなに黙ってダイエット』を1995年に出版。2019年現在もスレンダーな体型を維持している。
2000年以降も音楽番組などで「わらべ」として倉沢淳美らと一緒に出演しヒット曲を披露している。2016年8月にはNHK「第48回思い出のメロディー」にわらべとして出演し司会だった萩本欽一、出演者だった細川たかし始め当時の欽どこメンバーと共演し「もしも明日が…」を披露した。

## 出演

### テレビ番組
- 欽ちゃんのどこまでやるの!（テレビ朝日）
- 新・花の聖カトレア学園（テレビ東京）
- みんなのうた「古いアルバム」（1985年、NHK）
- 欽ちゃんファミリー時代劇スペシャル・俺たちの熱い風（日本テレビ）
- ビッグモーニング（TBS）
- ともちゃん家の5時（山梨放送）
- 女神のマルシェ（日本テレビ）
- クイズ!脳ベルSHOW（BSフジ）

### ラジオ番組
- るんるんナイト 松宮一彦ワオ!（1983年8月-10月、TBSラジオ） - 金曜パートナー
- NISSANミッドナイトステーション ザ・欽グルスショー（1984年4月 - 1985年9月、TBSラジオ）
- 目覚ましかぼちゃモーニング（1995年4月 - 1998年3月、ニッポン放送）

## ディスコグラフィ

### シングル
| 発売日        | 面           | タイトル                   | 作詞         | 作曲         | 編曲         | 規格         | 規格品番     |
| フォーライフ  | フォーライフ | フォーライフ               | フォーライフ | フォーライフ | フォーライフ | フォーライフ | フォーライフ |
| ------------- | ------------ | -------------------------- | ------------ | ------------ | ------------ | ------------ | ------------ |
| 1985年6月21日 | A            | 古いアルバム               | 森雪之丞     | 後藤次利     | 後藤次利     | EP           | 7K-183       |
| 1985年6月21日 | B            | もう少しだけ               | 小椋佳       | 加藤和彦     | 船山基紀     | EP           | 7K-183       |
| 1985年11月1日 | A            | 片想いのX'mas              | 売野雅勇     | 加藤和彦     | 船山基紀     | EP           | 7K-199       |
| 1985年11月1日 | B            | Baby Wings～青い小鳥たち～ | 佐藤ありす   | 伊豆一彦     | 伊豆一彦     | EP           | 7K-199       |

## 著書
- 『みんなに黙ってダイエット : 40days/-13kg』ワニブックス、1995年4月。ISBN 4-8470-3130-X。